# Джек Мэггс (книга)
«Джек Мэггс» (англ. «Jack Maggs»), роман австралийского писателя Питера Кэри вышедший в 1997 году. «Джек Мэггс» — это переработка известного произведения Чарльза Диккенса «Большие надежды» («Great Expectations»), опубликованного в 1860 году.

## Сюжет
Лондон, 1837 год.
Джек приезжает в город, он направляется к дому, где живёт Генри Фиппс. Но дом пуст, его замечает служанка из соседнего дома. Джек говорит ей, что он выездной лакей и нанимается в дом к Перси Баклу. В тот же день на званный ужин к Баклу приходит Тобиас Отс. Во время ужина у Джека случается приступ тика и он теряет сознание, с помощью гипноза Отс снимает боль. Придя в себя Джек решает узнать, что с ним случилось во время сеанса.
Джек приходит в дом Отса и заключает с ним сделку. В обмен на посещение им сеансов гипноза Отс познакомит его с «ловцом воров», человеком, который может найти кого угодно в Англии. Во время сеансов выясняется, что Джек беглый каторжник из Австралии. Отс предалагает сдать Джека в полицию, но Бакл проявляет милосердие и решает не выдавать его.
Мэггс пишет письмо Генри Фиппсу, в котором рассказывает про свою жизнь. Он пытается передать его Генри, но тот отказывается от письма.
Джек выясняет, что Бакл и Отс в курсе про его прошлое. Джек запирает всех, включая прислугу, в доме Бакла. Из-за этого умирает дворецкий Бакла.
Тем временем у Отса начинаются серьёзные проблемы с деньгами. Лиззи, сестра его жены, говорит, что беременна от него. Джек предлагает внушительную сумму, за то что Отс отвезёт его к «ловцу воров». Они отправляются в путь, по пути Джек угрожает Отсу, ему не нравится, то что пишет Отс про него. Во время встречи с «ловцом воров» выясняется, что он шарлатан. Джек убивает его ножом. Вместе с Отсом они бегут из города, обратно в Лондон.
Бакл сгорает от ревности Мерси к Джеку и встречается в клубе для джентльменов с Генри Фиппсом. И склоняет его к убийству Джека. Отс с Мэггсом возвращаются в Лондон и сжигают все записи Тобиаса о Мэггсе. Отс рассказывает про беременность Лиззи и Джек предлагает ему вариант с «пилюлями». Они покупают таблетки и Тобиас отдаёт их Лиззи, к несчастью Мисси, также замечает беременность сестры и подмешивает пилюли ей в чай. Доза слишком большая и Лиззи умирает.
В доме Генри Фиппса Джек разговаривает с Мерси и предлагает ей работу у него дома в Австралии. В дом входят Генри с пистолетом и Бакл. Фиппс направляет пистолет на Джека, но ему мешает Мерси и Генри отстреливает ей палец. Джек уезжает в Австралию, забирает Мерси с собой. Он женится на ней и они рожают много детей. Отс пишет свою книгу «Джек Мэггс», в которой Джек умирает в своём доме.

## Персонажи

### Джек Мэггс
Высокий человек с могучей грудью и широкими плечами, одет в красный жилет и широкое дорогое пальто. Густые низко нависающие на глаза брови, блестящие щёки, ястребиный нос с высокой переносицей и тёмные глаза. На левой руке не хватает двух пальцев. Имеет очень тяжёлый и болезненный нервный тик левой щеки. Джек Мэггс нелегально приехал в Англию (его переселили на пожизненное проживание в Австралию, в то время это была колония Великобритании), чтобы найти мальчика, которого он содержал из Австралии. При всей суровости это показывает, что он способен на глубокие чувства. Он человек с тяжёлой судьбой, с детства его готовили к тому, чтобы он стал вором. Его использовали и никогда не любили, кроме одного человека — Софины. Когда Софина умирает, Джеку остаются только фантазии и он начинает любить, как сына, мальчика, которого он содержит в Англии, его имя Генри Фиппс.

### Генри Фиппс
Генри — сирота. Джек Мэггс встретил его, когда тот был ещё мальчиком. Генри дал поесть Джеку, когда его этапировали в Австралию и Джек проникся к нему отцовскими чувствами и пообещал, что усыновит его, когда вернётся в Англию. Позднее Джек начал обеспечивать Генри деньгами, переправляя их из Австралии, нанял ему учителя, купил дом. Генри становиться джентльменом и когда Джек приезжает увидеться с ним, Генри скрывается от него в клубе. К тому времени Генри стал прожигателем жизни, которому просто так достаются деньги. Ему не хочется видеться с Джеком, так как он джентльмен, а Мэггс — уголовник. Генри не питает к Джеку никаких чувств, кроме страха.

### Тобиас Отс
Тобиасу Отсу 24 года, он молодой писатель, который уже добился успеха и известен в обществе Лондона. У него молодая жена и сын. Отс увлекается гипнозом и начинает ставить эксперименты над Джеком, пытаясь понять «криминальный разум», ради своей будущей книги. Отс имеет внебрачную связь с сестрой своей жены — Лиззи. Тобиас из бедной семьи, поэтому из-за всех сил пытается не опуститься в нищету, но из-за неумения распределять финансы, он оказывается в затруднительном положении. Это подталкивает его на сделку с Джеком и он впутывается в водоворот событий, который приводит к смерти Лиззи.

### Мери Отс
Жена Отса. Полная молодая женщина, не отличается заурядным умом и не замечает связи мужа со своей сестрой.

### Лиззи
18 лет, вступает в связь с Тобиасом Отсом и позднее узнаёт, что она беременна. Хочет уехать за границу ради «усыновления», чтобы позднее появиться со своим ребёнком и не быть при этом опозоренной. Но она ещё ребёнок и вскоре её сестре становится ясно, что она в положении. Череда случайностей приводит к выкидышу и смерти Лиззи.

### Перси Бакл
Бывший торговец рыбой, Перси Бакл получил наследство и стал эсквайром. Внешность эксцентричная, короткие ноги, малый рост, совсем не похож на джентльмена. Берёт Джека на работу выездным лакеем. Питает чувства к своей служанке Мерси и ревнует её к Джеку. Слабый характер, однако к концу книги ревность придаёт ему сил и он разрабатывает план убийства Джека.

### Мерси Ларкин
Молодая служанка в доме Перси Бакла. В юности мать толкает её к роли продажной женщины и сходит от этого с ума. Перси Бакл становится её покровителем и берёт к себе на службу. Мерси очень благодарна Баклу и уважает его. Позднее он сам её соблазняет. Мерси хочет стать миссис Бакл и стремится к этому. Но после появления Джека, она понимает насколько жалок Бакл, по сравнению с Мэггсом. В конце книги она спасает Джека, а он увозит её в Австралию и женится на ней.

## Премии
- Литературная премия Майлса Франклина 1998
- Премия содружества писателей 1998
- Age Book of the year 1997